# ایتالیانا
ایتالیانا (انگلیسی: Italianna) یک فیلم کمدی رمانتیک آمریکایی به کارگردانی کت کویرو و به نویسندگی ریان انگل با بازی هلی بیلی و رگی-ژان پیج در نقش‌های اصلی می‌باشد. داستان فیلم در ساحل آمالفی، ایتالیا شکل می‌گیرد. در حال حاضر این فیلم توسط کمپانی یونیورسال پیکچرز برای اکران در ایالات متحده در تاریخ ۱۰ آوریل ۲۰۲۶ برنامه‌ریزی شده است.

## داستان
این فیلم روایتگر ماجرای یک سرآشپز ایتالیایی آزادمنش (هلی بیلی) و یک وکیل بریتانیایی محتاط (رگی-ژان پیج) است که در جریان یک مراسم عروسی در سواحل ایتالیا، وارد رابطه‌ای عاشقانه و پرهیجان می‌شوند.

## بازیگران
- هلی بیلی
- رگی-ژان پیج
- مارکو کالوانی

## تولید
در مارس ۲۰۲۵ اعلام شد که کت کویرو کارگردانی یک فیلم کمدی رمانتیک با بازی هلی بیلی و رگی-ژان پیج را بر عهده خواهد داشت. سپس در ژوئن همان سال، مارکو کالوانی و عزیزا اسکات به گروه بازیگران پیوستند.در ژوئیه نیز لورنتزو د مور به بازیگران اضافه شد.
فیلم‌برداری اصلی در ژوئن ۲۰۲۵ در لوکیشن‌هایی در ساحل آمالفی، ایتالیا آغاز شد.

## انتشار
ایتالیانا قرار است در ۱۰ آوریل ۲۰۲۶ در ایالات متحده به نمایش درآید.